# Shushufindi
Shushufindi es una ciudad ecuatoriana; cabecera cantonal del cantón Shushufindi, así como la segunda urbe más grande y poblada de la provincia de Sucumbíos. Se localiza al norte de la región amazónica del Ecuador, en una extensa planicie, en la orilla derecha del río Shushufindi, a una altitud de 260 m s. n. m. y con un clima lluvioso tropical de 27 °C en promedio.
En el censo de 2022 tenía una población de 16.328 habitantes, lo que la convierte en la septuagésima segunda ciudad más poblada del país. Sus orígenes datan de 1972, debido al descubrimiento de yacimientos petroleros en la zona. Desde su fundación, la urbe ha presentado un acelerado crecimiento demográfico hasta establecer un poblado urbano, que sería posteriormente, uno de los principales núcleos urbanos del norte de la región amazónica del Ecuador. Es uno de los más importantes centros económicos, financieros y comerciales de la provincia. Las actividades principales de la ciudad son la industria petrolera, el comercio, la ganadería y la agricultura.

## Política
Territorialmente, la ciudad de Shushufindi está organizada en una sola parroquia urbana, mientras que existen cinco parroquias rurales con las que complementa el área total del cantón Shushufindi. El término "parroquia" es usado en el Ecuador para referirse a territorios dentro de la división administrativa municipal.
La ciudad y el cantón Shushufindi, al igual que las demás localidades ecuatorianas, se rige por una municipalidad, según lo previsto en la Constitución de la República. El Gobierno Autónomo Descentralizado Municipal de Shushufindi, es una entidad de gobierno seccional que administra el cantón de forma autónoma al gobierno central. La municipalidad está organizada por la separación de poderes de carácter ejecutivo representado por el alcalde, y otro de carácter legislativo conformado por los miembros del concejo cantonal.
La Municipalidad de Shushufindi, se rige principalmente sobre la base de lo estipulado en los artículos 253 y 264 de la Constitución Política de la República y en la Ley de Régimen Municipal en sus artículos 1 y 16, que establece la autonomía funcional, económica y administrativa de la Entidad.

### Alcaldía
El poder ejecutivo de la ciudad es desempeñado por un ciudadano con título de Alcalde del Cantón Shushufindi, el cual es elegido por sufragio directo en una sola vuelta electoral, sin fórmulas o binomios en las elecciones municipales. El vicealcalde no es elegido de la misma manera, ya que una vez instalado el Concejo Cantonal se elegirá entre los ediles un encargado para aquel cargo. El alcalde y el vicealcalde duran cuatro años en sus funciones, y en el caso del alcalde, tiene la opción de reelección inmediata o sucesiva. El alcalde es el máximo representante de la municipalidad y tiene voto dirimente en el concejo cantonal, mientras que el vicealcalde realiza las funciones del alcalde de modo suplente mientras no pueda ejercer sus funciones el alcalde titular.
El alcalde cuenta con su propio gabinete de administración municipal mediante múltiples direcciones de nivel de asesoría, de apoyo y operativo. Los encargados de aquellas direcciones municipales son designados por el propio alcalde. Actualmente, la alcaldesa de Shushufindi es Lorena Cajas, elegida para el periodo 2023 - 2027.

### Concejo cantonal
El poder legislativo de la ciudad es ejercido por el Concejo Cantonal de Shushufindi, el cual es un pequeño parlamento unicameral que se constituye al igual que en los demás cantones mediante la disposición del artículo 253 de la Constitución Política Nacional. De acuerdo a lo establecido en la ley, la cantidad de miembros del concejo representa proporcionalmente a la población del cantón.
Shushufindi posee cinco concejales, los cuales son elegidos mediante sufragio (Sistema D'Hondt) y duran en sus funciones cuatro años, pudiendo ser reelegidos indefinidamente. De los cinco ediles, tres representan a la población urbana, mientras que dos representan a las cinco parroquias rurales. El alcalde y el vicealcalde presiden el concejo en sus sesiones. Al recién instalarse el concejo cantonal por primera vez, los miembros eligen de entre ellos un designado para el cargo de vicealcalde de la ciudad.

## Turismo
El turismo en una de las actividades más importantes de Sucumbios, por ende, desde los últimos años, se encuentra en constante cambio e innovación. La ciudad se encuentra con una creciente reputación como destino turístico por su privilegiada ubicación en plena selva amazónica, una de las siete maravillas naturales del mundo. A través de los años, Puyo ha incrementado notablemente su oferta turística; actualmente, el índice turístico creció gracias a la campaña turística emprendida durante el gobierno de Rafael Correa: "All you need is Ecuador". El turismo de la ciudad se enfoca en su belleza natural, interculturalidad, gastronomía, y deportes de aventura. En cuanto al turismo ecológico, la urbe cuenta con espaciosas áreas verdes a su alrededor, y la mayoría de los bosques y atractivos turísticos cercanos están bajo su jurisdicción.
El turismo de la ciudad se relaciona íntimamente con el resto del cantón; el principal atractivo del cantón es la naturaleza, dotada de una alta biodiversidad. En la zona se puede visitar las diferentes cascadas, probar las melcochas (dulces hechos a base de caña de azúcar), hay variedades de artesanías hechas en balsa y de tagua hechas en otros lugares y revendidas en esta localidad. A través de los años ha continuado con su tradición comercial, y actualmente, en un proceso fundamentalmente económico, apuesta al turismo, reflejándose en los cambios en el ornato de la ciudad.

## Transporte
El transporte público es el principal medio transporte de los habitantes de la ciudad y sus alrededores. La urbe posee un servicio de bus público urbano en expansión, y es una de las pocas ciudades amazónicas que cuenta con uno. El sistema de bus no es amplio y está conformado por pocas empresas de transporte urbano. La tarifa del sistema de bus es de 0,30 USD, con descuento del 50% a grupos prioritarios (menores de edad, adultos mayores, discapacitados, entre otros). Además, existen los buses interparroquiales e intercantonales para el transporte a localidades cercanas.
Gran parte de las calles de la ciudad están asfaltadas o adoquinadas, aunque algunas están desgastadas y el resto de las calles son lastradas, principalmente en los barrios nuevos que se expanden en la periferia de la urbe.

### Avenidas importantes
- Unidad Nacional
- Aguarico
- Policía Nacional
- Pedro Angulo
- Perimetral
- Naciones Unidas

## Educación
La ciudad cuenta con buena infraestructura para la educación, tanto pública como privada. La educación pública en la ciudad, al igual que en el resto del país, es gratuita hasta la universidad (tercer nivel) de acuerdo a lo estipulado en el artículo 348 y ratificado en los artículos 356 y 357 de la Constitución Nacional. Varios de los centros educativos de la ciudad cuentan con un gran prestigio. La ciudad está dentro del régimen Sierra por lo que sus clases inician los primeros días de septiembre y luego de 200 días de clases se terminan en el mes de julio.

## Economía
Shushufindi es una ciudad de amplia actividad comercial. La ciudad es el segundo mayor centro económico y comercial de la provincia de Sucumbíos y uno de los principales del norte de la región amazónica. Alberga grandes organismos financieros y comerciales del país. Su economía se basa en la industria petrolera, el comercio y el turismo. Aparte de la petrolera, las mayores industrias extracción de la ciudad están conformadas por la maderera y agrícola (piscicultura, avicultura, etc.) Los principales ingresos de los shushufindenses son el comercio formal e informal, los negocios, la agricultura y la acuicultura; el comercio de la gran mayoría de la población consta de pymes y microempresas, sumándose de forma importante la economía informal que da ocupación a miles de personas.
La actividad comercial y los beneficios que brindan se ven también a nivel corporativo, las oportunidades del sector privado al desarrollar modelos de negocios que generen valor económico, ambiental y social, están reflejadas en el desarrollo de nuevas estructuras, la inversión privada ha formado parte en el proceso del crecimiento de la ciudad, los proyectos inmobiliarios, urbanizaciones y oficinas, han ido en aumento, convirtiendo a la ciudad en un punto estratégico y atractivo para hacer negocios en la amazonia.

## Medios de comunicación
La ciudad posee una red de comunicación en continuo desarrollo y modernización. En la ciudad se dispone de varios medios de comunicación como prensa escrita, radio, televisión, telefonía, Internet y mensajería postal. En algunas comunidades rurales existen telefonía e Internet satelitales.
- Telefonía: Si bien la telefonía fija se mantiene aún con un crecimiento periódico, esta ha sido desplazada muy notablemente por la telefonía celular, tanto por la enorme cobertura que ofrece y la fácil accesibilidad. Existen 3 operadoras de telefonía fija, CNT (pública), TVCABLE y Claro (privadas) y cuatro operadoras de telefonía celular, Movistar, Claro y Tuenti (privadas) y CNT (pública).

- Radio: En la localidad existe una gran cantidad de sistemas radiales de transmisión nacional y local, e incluso de provincias y cantones vecinos.

- Medios televisivos: La mayoría de canales son nacionales, aunque se ha incluido canales locales recientemente. El apagón analógico se estableció para el 31 de diciembre de 2023.[4]

## Deporte

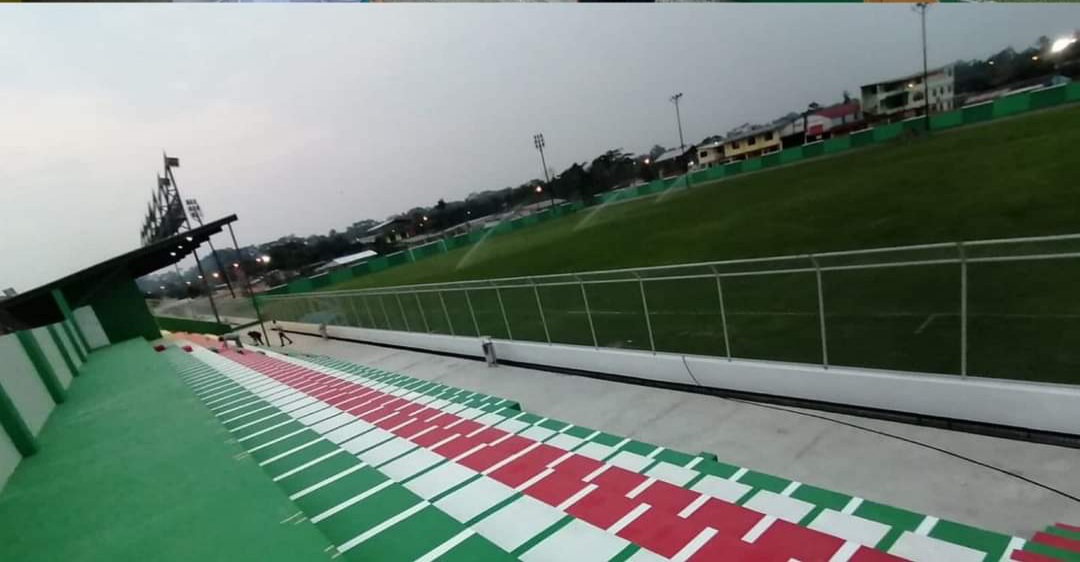
Estadio Municipal de Shushufindi.

La Liga Deportiva Cantonal de Shushufindi es el organismo rector del deporte en todo el cantón Shushufindi y por ende en la urbe se ejerce su autoridad de control. El deporte más popular en la ciudad, al igual que en todo el país, es el fútbol, siendo el deporte con mayor convocatoria. El Club Deportivo Profesional Oriental, es el único equipo shushufindense activo en la Asociación de Fútbol No Amateur de Sucumbíos, que participa en el Campeonato Provincial de Fútbol de Segunda Categoría de Sucumbíos. Al ser una localidad pequeña en la época de las fundaciones de los grandes equipos del país, Shushufindi carece de un equipo simbólico de la ciudad, por lo que sus habitantes son aficionados en su mayoría de los clubes: Barcelona Sporting Club, Liga Deportiva Universitaria de Quito y Club Sport Emelec.
El principal recinto deportivo para la práctica del fútbol es el estadio Municipal de Shushufindi, ubicado en la avenida 11 de Julio. Es usado mayoritariamente para la práctica del fútbol y tiene capacidad para 2000 espectadores. El estadio es sede de distintos eventos deportivos a nivel local, así como es escenario para varios eventos de tipo cultural, especialmente conciertos musicales.